# Nastri d'argento 1962
Els Nastri d'argento 1962 foren la 17a edició de l'entrega dels premis Nastro d'Argento (Cinta de plata) que va tenir lloc el 1962.

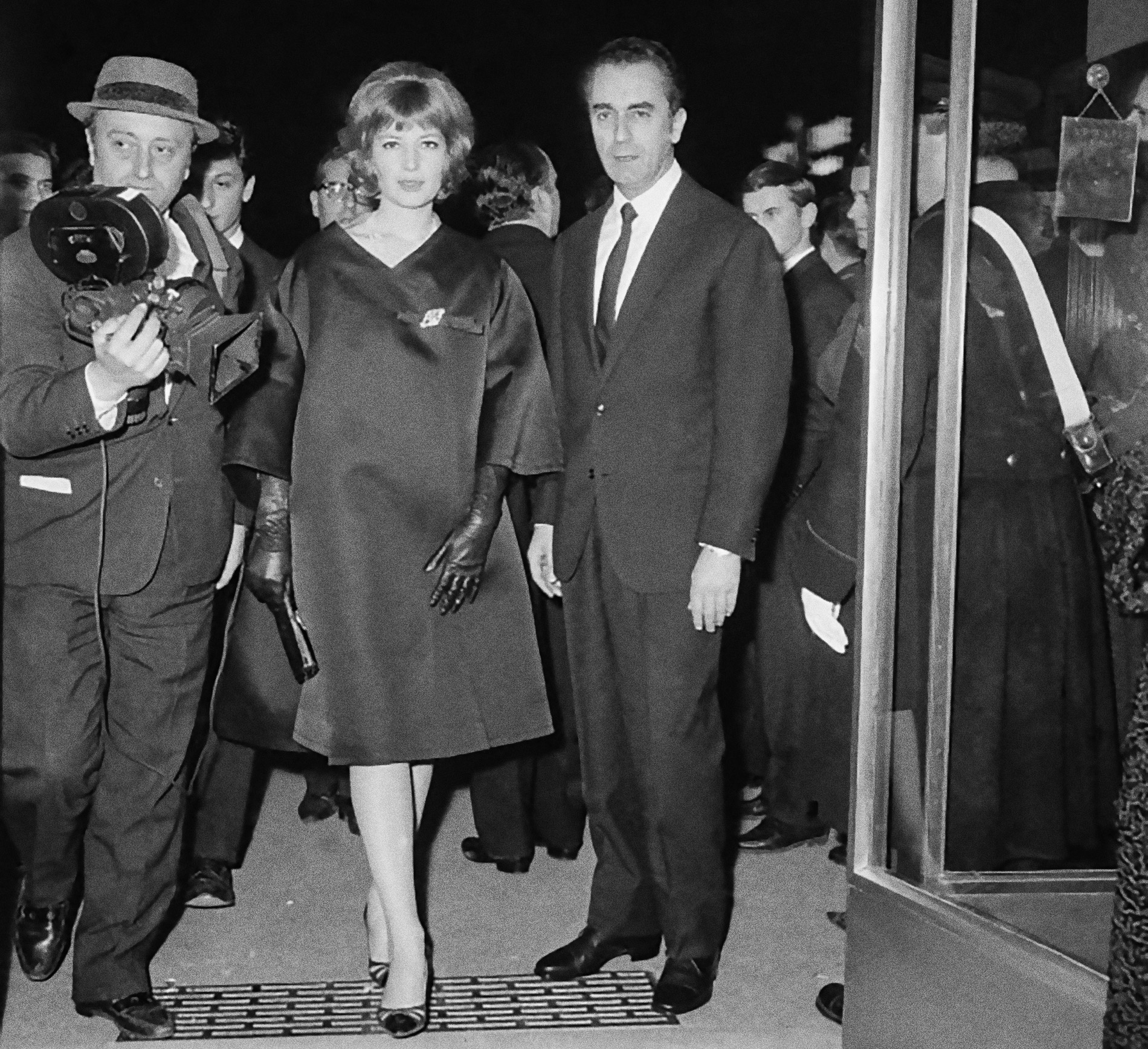
Monica Vitti i Antonioni als Nastri d'argento 1962

## Guanyadors

### Productor de la millor pel·lícula
- Alfredo Bini pel conjunta de la producció
- Goffredo Lombardo pel conjunta de la producció
- Franco Cristaldi pel conjunta de la producció

### Millor director
- Michelangelo Antonioni - La notte
- Pietro Germi - Divorzio all'italiana
- Ermanno Olmi - Il posto

### Millor argument original
- Ennio De Concini, Alfredo Giannetti i Pietro Germi - Divorzio all'italiana
- Rodolfo Sonego - Una vita difficile
- Ermanno Olmi ed Ettore Lombardo - Il posto

### Millor guió
- Ennio De Concini, Alfredo Giannetti i Pietro Germi - Divorzio all'italiana
- Elio Petri e Tonino Guerra - L'assassino
- Pier Paolo Pasolini - Accattone

### Millor actor protagonista
- Marcello Mastroianni - Divorzio all'italiana
- Alberto Sordi - Una vita difficile
- Franco Citti - Accattone

### Millor actriu protagonista
- no entregat
- Loredana Detto - Il posto
- Lea Massari - Una vita difficile

### Millor actriu no protagonista
- Monica Vitti - La notte
- Anna Maria Ferrero - L'oro di Roma
- Franca Bettoja - Giorno per giorno disperatamente

### Millor actor no protagonista
- Salvo Randone - L'assassino
- Alberto Lupo - Il sicario
- Filippo Scelzo - L'oro di Roma

### Millor vestuari
- Piero Tosi - La viaccia
- Pier Luigi Pizzi - Che gioia vivere
- Maria De Matteis - Barrabàs

### Millor banda sonora
- Giorgio Gaslini - La notte
- Nino Rota - Il brigante
- Piero Piccioni - La viaccia

### Millor fotografia en blanc i negre
- Vittorio De Seta - Banditi a Orgosolo
- Gianni Di Venanzo - La notte
- Leonida Barboni - La viaccia

### Millor fotografia en color
- Alessandro D'Eva - Odissea nuda
- Aldo Tonti - Barrabàs
- Giuseppe Rotunno - Fantasmi a Roma

### Millor escenografia
- Flavio Mogherini - La viaccia
- Carlo Egidi - Divorzio all'italiana
- Mario Chiari - Barrabàs

### Millor curtmetratge
- Mario Gallo - Dichiarazione d'amore

### Millor productor de curtmetratge
- Enzo Nasso - Inchiesta a Perdasdefogu

### Millor pel·lícula estrangera
- Stanley Kramer – Els judicis de Nuremberg (Judgment at Nuremberg)
- Alain Resnais - L'Année dernière à Marienbad
- Iosif Kheifits - Dama s sobatxkoi (Дама с собачкой)